# 成瀬正武
成瀬 正武（なるせ まさたけ）は、戦国時代の徳川家家臣。父は成瀬正一。母は山上氏。

## 生涯
2代将軍徳川秀忠に6歳の頃から小姓として仕え、のちに花畑番（四番紫幌組）番頭に昇進して5000石を拝領。同時期の小姓組番頭は他に五名おり、それぞれ、水野忠元、井上正就、板倉重宗、日下部正冬、大久保教隆。
慶長10年（1605年）の徳川秀忠将軍宣下の際に、随身12名のうちの1人に選ばれ、従五位下に叙任される。慶長16年（1611年）頃から江戸の秀忠と駿府の家康の間の連絡係を行い始める。
慶長19年（1614年）10月16日に岡崎に滞在中の家康からの密命を秀忠に伝える。その直後、大坂攻めの触れが出された。正武も組下の隊士を連れ大坂へ出陣する。大坂冬の陣では後藤基次の調略を家康より命ぜられた。家康の陣所まで基次を連れてくることに成功したが、家康自身が応対をせず、説得にはいたらなかった。大坂夏の陣では真田信繁隊の突入を受け、旗本隊が潰走していく中組下の士と共に奮戦した。
慶長20年（1615年）に将軍秀忠の参内に随伴する。同年（元和に改元後）に突如として安藤重信の預かりとなり、吉祥寺で切腹を申し付けられる。介錯は後の栗原藩主で甥の成瀬之成が行っている。切腹の理由は秀忠参内の際に、女院に近侍する女官と密通した罪で切腹となったとする記録や、小姓組の小山吉久（小山長門守吉久）と衆道の盟約を結び、再三の警告にもかかわらず密会を続けた廉で切腹となったとする記録など、不明瞭な罪科での切腹となっている。

## 切腹の謎
成瀬正武の切腹には、大久保派であったために大久保長安事件に連座して本多派に粛清された、於江与派として3代将軍に国松を押していたため、家光を押す春日局・天海派に粛清された、大坂夏の陣の際、於江与の密命を帯びて大坂方の脱出の手引きをした、など諸説出ているが、真相は不明である。

## 妻子のその後
正武切腹後、残された於仙と幼い子供たちは実家の飫肥伊東家を頼った。長男の成瀬祐正（虎之助）は父正武と親しかった井伊直孝や土井利勝、安藤重信をはじめ、従兄弟の正虎、之成らと文通を続け、帰参を申し出続けるも聞き届けられず、伊東内膳祐正と改名し飫肥城松の丸にて失意のままその生涯を終える。
祐正の次男祐勝は父の意思を継ぎ成瀬伊織と名乗り、幕閣への帰参を願い出続ける。成瀬正虎の取り計らいで、一旦尾張藩へ仕官することになるが、振袖火事の影響で江戸詰めから本藩勤務となり、幕閣への帰参は遠のく。尾張藩では成瀬氏発祥の地である三河国足助庄成瀬郷高浜村の所領を与えられ、犬山成瀬の与力として高浜弥次右衛門を称するようになる。
この高浜弥次右衛門の嫡系子孫に、幕末に尾張藩で発生した青松葉事件に連座して処刑された十四士の一人、成瀬正順がいる。
また、伊東姓を賜姓された祐正の三男伊東正美は飫肥伊東家の一門三家のうちの一家である主水家の祖となり、同じく伊東姓を賜姓された正武の次男祐秋は図書家の祖となり、伊東氏御一門三家のうち二家は正武の子を祖とする。

## その他
於仙の実家があった宮崎県日南市と正武の兄正成の支配地であった愛知県犬山市はこの縁で姉妹都市となっている。